# Morti nel 1981/Giugno
| Questa pagina contiene informazioni ricavate automaticamente dalle voci biografiche con l'ausilio del template Bio e di un bot. L'aggiornamento è periodico e automatico e ricostruisce completamente la pagina. Se manca una persona in questa lista, sei pregato di non aggiungerla, ma accertati piuttosto che la sua voce biografica contenga il template Bio e che i dati anagrafici siano correttamente compilati. Se il template Bio manca, inseriscilo tu stesso o, in alternativa, metti l'avviso {{tmp\|Bio}} che ne segnala la mancanza. Se i dati riportati sono sbagliati, correggi direttamente la voce biografica; le modifiche saranno visibili in questa lista entro pochi giorni. Per chiarimenti vedi il progetto biografie. La lista contiene solo le 67 persone che sono citate nell'enciclopedia e per le quali è stato implementato correttamente il template Bio. Pagina aggiornata al 3 mar 2024. |

- 1º giugno - Wilopo, politico indonesiano (n. 1908)
- 1º giugno - Carl Vinson, politico statunitense (n. 1883)
- 2 giugno - Rino Gaetano, cantautore italiano (n. 1950)
- 3 giugno - Carleton Stevens Coon, etnologo e antropologo statunitense (n. 1904)
- 4 giugno - Mohammed Zaman Kiani, generale e politico pakistano (n. 1910)
- 4 giugno - Isao Kimura, attore giapponese (n. 1923)
- 4 giugno - Cedric Liddell, canottiere canadese (n. 1913)
- 5 giugno - Miguel Contreras Torres, regista, sceneggiatore e produttore cinematografico messicano (n. 1899)
- 5 giugno - Philo McCullough, attore statunitense (n. 1893)
- 5 giugno - Robert Maxwell Ogilvie, storico scozzese (n. 1932)
- 5 giugno - Giuseppe Perniciaro, vescovo cattolico italiano (n. 1907)
- 5 giugno - Ahmed Rami, poeta, paroliere e traduttore egiziano (n. 1892)
- 7 giugno - Ödön Téry, ginnasta ungherese (n. 1890)
- 7 giugno - Joseph Wright Jr., canottiere canadese (n. 1906)
- 8 giugno - Erwin Helmchen, calciatore tedesco (n. 1907)
- 8 giugno - Lidija Vasil'evna Lopuchova, ballerina russa (n. 1892)
- 8 giugno - Gino Marzocchi, pittore e scultore italiano (n. 1895)
- 9 giugno - Colgate Whitehead Darden, politico statunitense (n. 1897)
- 9 giugno - Russell Hayden, attore statunitense (n. 1912)
- 9 giugno - Gordej Ivanovič Levčenko, ammiraglio sovietico (n. 1897)
- 10 giugno - Umberto Mondio, prefetto italiano (n. 1902)
- 10 giugno - Giuseppe Ruggiero, pilota automobilistico italiano (n. 1913)
- 11 giugno - Adolfo Giuntoli, calciatore italiano (n. 1913)
- 11 giugno - Matteo Rescigno, politico italiano (n. 1895)
- 11 giugno - Andrea Sardos Albertini, pallavolista italiano (n. 1955)
- 12 giugno - Ernesto Fígoli, allenatore di calcio e calciatore uruguaiano (n. 1888)
- 12 giugno - Evalyn Knapp, attrice statunitense (n. 1906)
- 12 giugno - Karl Striebinger, calciatore tedesco (n. 1913)
- 12 giugno - Humberto Tomassina, calciatore uruguaiano (n. 1898)
- 13 giugno - Joseph Jackson, velocista francese (n. 1904)
- 13 giugno - Jean-Louis Lafosse, pilota automobilistico francese (n. 1941)
- 13 giugno - George Walsh, attore statunitense (n. 1889)
- 14 giugno - Nicola Tommaso Pace, politico italiano (n. 1903)
- 14 giugno - Alberto Winkler, canottiere italiano (n. 1932)
- 15 giugno - Robert Sidney Cahn, chimico britannico (n. 1899)
- 16 giugno - Julius Ebbinghaus, filosofo tedesco (n. 1885)
- 16 giugno - László Gabányi, cestista ungherese (n. 1935)
- 16 giugno - John Shively Knight, giornalista e imprenditore statunitense (n. 1894)
- 16 giugno - Julio Quintana, calciatore e allenatore di calcio peruviano (n. 1904)
- 17 giugno - Richard O'Connor, generale britannico (n. 1889)
- 18 giugno - Luigi Illario, imprenditore italiano (n. 1898)
- 19 giugno - Ruggero Jacobbi, scrittore, critico letterario e poeta italiano (n. 1920)
- 19 giugno - Lotte Reiniger, regista e animatrice tedesca (n. 1899)
- 19 giugno - Alfred Santell, regista, sceneggiatore e produttore cinematografico statunitense (n. 1895)
- 20 giugno - Sigurd Leeder, ballerino e coreografo tedesco (n. 1902)
- 21 giugno - André Higelin, ginnasta francese (n. 1897)
- 21 giugno - Allyn Joslyn, attore statunitense (n. 1901)
- 21 giugno - Alberto Suppici, allenatore di calcio e calciatore uruguaiano (n. 1898)
- 22 giugno - Henri Bouillard, presbitero e teologo francese (n. 1908)
- 22 giugno - Petter Hol, ginnasta norvegese (n. 1883)
- 22 giugno - Lola Lane, attrice statunitense (n. 1906)
- 22 giugno - Karel Čipera, calciatore cecoslovacco (n. 1899)
- 23 giugno - Zarah Leander, cantante e attrice svedese (n. 1907)
- 23 giugno - Lou Spicer, cestista statunitense (n. 1922)
- 24 giugno - Betty McKinnon, velocista australiana (n. 1925)
- 24 giugno - Carlo Stagno d'Alcontres, politico italiano (n. 1913)
- 24 giugno - Giuseppe Togni, politico italiano (n. 1903)
- 26 giugno - Manuel Maples Arce, poeta, politico e diplomatico messicano (n. 1900)
- 26 giugno - Don Megowan, attore statunitense (n. 1922)
- 26 giugno - Werner Teske, ufficiale tedesco (n. 1942)
- 27 giugno - Eros Sciorilli, direttore d'orchestra, compositore e pianista italiano (n. 1911)
- 28 giugno - Mohammad Beheshti, scrittore, politico e giurista iraniano (n. 1929)
- 28 giugno - Terry Fox, maratoneta e attivista canadese (n. 1958)
- 29 giugno - Carlo Domenici, pittore italiano (n. 1897)
- 29 giugno - Russell Drysdale, pittore australiano (n. 1912)
- 29 giugno - Antero Kivi, discobolo finlandese (n. 1904)
- 29 giugno - Robert T'Sas, schermidore belga (n. 1903)